# Pararaphidoglossa nortoniana
Pararaphidoglossa nortoniana är en stekelart som först beskrevs av Henri Saussure 1875.  Pararaphidoglossa nortoniana ingår i släktet Pararaphidoglossa och familjen Eumenidae. Inga underarter finns listade i Catalogue of Life.